# Стоян Дринов
Стоян Пеев Дринов е български детски писател: прозаик (автор на разкази, приказки и др.), драматург, поет. Син на организатора и участник в Априлското въстание - Пейо Дринов, племенник на Найден и Марин Дринови.

## Биография
Роден е на 3 февруари 1883 г. в Панагюрище. Завършва история в Софийския университет. През 1905 г. е учител в с. Баня, Панагюрско. Работи като военен кореспондент по време на Балканската, Междусъюзническата и Първата световна война. От 1914 до 1919 година с прекъсвания е учител във Враца и София (III прогимназия). В последните месеци от живота си е библиотекар в Народната библиотека.
Сътрудничи на списанията „Веселушка“, „Детска радост“, „Другарче“ и „Светулка“. Издава няколко книги — „Кукувица кука“, „Весели случки“, „Изворче“, „Верни-неразделни“, „Хорце“ и други. Редактор е на детското вестниче „Люлка“ (1921-1922).
Превежда произведения на поети от руската, сръбската и западноевропейската литература. Български композитори съчиняват песни по 30 от неговите стихотворения.
Градската библиотека в Панагюрище носи неговото име от 1995 година. Синът му Людмил умира едва 17-годишен, но оставя едни от най-добрите ученически поетични произведения в България.

## Произведения
- „Болният учител“ (1912)
- „Кукувица кука“ (1919; пиеска)
- „Забави – дневни и вечерни в 2 тома“ (1922)
- „Весели случки“ (1925)
- „Изворче“ (1929; стихотворения)
- „Съчинения, том 1. Стихотворения за деца“ (1938)
- „Люлка“ (1957; избрани стихове, приказки и разкази за деца)
- „Верни-неразделни“ (1964; стихотворения за деца)